# Süchtig (Lied)
Süchtig ist ein Lied der deutschen Band Juli. Es erschien im September 2010 auf ihrem dritten Album In Love und wurde im Mai 2011 als Single ausgekoppelt.

## Veröffentlichung
Süchtig wurde am 17. September 2010 auf dem Album In Love veröffentlicht. Am 13. Mai 2011 wurde das Lied als dritte Single aus dem Album ausgekoppelt. In derselben Woche fungierte Sängerin Eva Briegel als Mitglied der deutschen Jury für den Eurovision Song Contest 2011 in Düsseldorf, und in der ESC-Finalnacht (14. zum 15. Mai) trat die Band mit dem Lied auf der offiziellen Grand-Prix-Party auf dem Spielbudenplatz in Hamburg auf.
Süchtig war die (Stand 2016) letzte physische Singleveröffentlichung von Juli. Die Single erschien ausschließlich in einer 2-Track-Version, diese beinhaltete die Singleversion sowie eine Remixversion zu Süchtig. Bei iTunes erschien als zusätzlicher Track eine Akustikversion von Immer wenn es dunkel wird (4:00), das bereits im Januar 2011 als Single veröffentlicht worden war.

## Musikvideo
Das offizielle Musikvideo zu Süchtig wurde – wie bereits das Video zur vorangegangenen Single Immer wenn es dunkel wird – von Hagen Decker (Regie) und Tanja Häring (Kamera) gedreht. Die Dreharbeiten fanden im April 2011 in Berlin statt. Der Hauptteil des Videos zeigt Eva Briegel beim Tanzen in einer Disco. Das Video als Tanzvideo zu gestalten, ging dabei auf Briegels eigene Idee zurück; nach eigener Aussage war es ihr „erstes öffentliches Tanzen überhaupt“. Diese Szenen wurden im Club L.U.X. in der Schlesischen Straße in Berlin-Kreuzberg gedreht. Weitere Szenen entstanden in einem Wagen der Berliner U-Bahn sowie in der Fußgängerunterführung am ICC. Die übrigen Bandmitglieder sind in den Szenen des Videos immer wie zufällig im Hintergrund zu sehen.

## Mitwirkende
| Liedproduktion - Eva Briegel: Gesang - Andreas „Dedi“ Herde: Bass - Jonas Pfetzing: Gitarre - Simon Triebel: Gitarre - Marcel Römer: Schlagzeug - Olaf Opal: Produktion - Tobias Siebert: Produktion - Jörg Siegeler: Engineering - Steffen „Steddybeats“ Wilmking: Abmischung - George Marino, Sterling Sound, New York: Mastering - Jonas Pfetzing, Karlssons Dachgeschoss, Berlin: Produktion, Abmischung (Remix) - Nils Faller: Mastering (Remix) | Artwork - Anna.k.o.: Coverfoto Unternehmen - Universal Music Domestic Pop: Musiklabel - Island Records: Musiklabel - EMI Music Publishing: Musikverlag - Miraphon Management: Künstlermanagement - Studio Kanal 24, Bochum: Tonstudio |

## Charts und Chartplatzierungen
In den deutschen Singlecharts stieg der Titel am 27. Mai 2011 auf Platz 35 ein, was zugleich seine höchste Chartplatzierung darstellte, und verblieb sechs Wochen in den Charts. Damit konnte Süchtig sich knapp höher platzieren als der Vorgänger Immer wenn es dunkel wird. In Österreich und in der Schweiz erreichte das Lied keine Chartsnotierung.
| ChartsChartplatzierungen | Höchstplatzierung | Wochen |
| ------------------------ | ----------------- | ------ |
| Deutschland (GfK)        | 35 (6 Wo.)        | 6      |